# Villa Dolores (Buenos Aires)
Villa Dolores es una localidad argentina del partido de Berisso, en la provincia de Buenos Aires.

## Población
Se encuentra dentro del aglomerado del Gran La Plata con 6,535 habitantes (Indec, 2001).
- Datos: Q6162121